# Théâtre de l'Empire
Théâtre de l'Empire byl divadelní a koncertní sál v Paříži, který se nacházel na adrese 41, avenue de Wagram v 17. obvodu. Během své existence byl využíván střídavě jako hudební sál, divadlo, cirkus, kino a nakonec televizní studio. Zařízení bylo zničeno požárem dne 13. února 2005, sousední Salle Wagram však zůstal zachován. Na místě Théâtre de l'Empire vznikl pětihvězdičkový hotel.

## Historie
V roce 1886 vznikl na místě velké zahrady nacházející se u č. 39 bis na boulevardu de l'Étoile (tehdejší název avenue de Wagram) první taneční a koncertní sál.
V roce 1906 byla provozovna přeměněna na koncertní kavárnu s názvem Étoile-Palace.
V roce 1913 byl podnik zbořen a nahrazen v roce 1915 novým sálem L'Empire se 2000 místy a s bohatě zdobeným foyer. Marius Combes jej v roce 1920 přeměnil na operní dům, kde byly uvedeny kusy jako např. Hugenoti, Vilém Tell, Židovka, La Traviata aj.
V roce 1924 sál nechali kompletně přestavět Oscar Dufrenne (zavražděn v roce 1933) a Henri Varna. Uměleckým ředitelem se stal v letech 1924–1932 revuální zpěvák Émile Audiffred. Podnik změnil název na Théâtre de l'Empire a stal se hudebním sálem s 3000 místy, kterému dominovalo jeviště široké 22 m a hluboké 18 m. Varhanní systém byl tehdy nejmodernější v Paříži. Vystupovali zde Damia, Lucienne Boyer, Jeanette Mac Donald, Yvette Guilbert, Aristide Bruant, Dranem, Ouvrard, Grock, Ray Ventura, Alibert, Jules Berry, Henri Garat, Carlos Gardel, Félix Mayol a zejména Maurice Chevalier.
Ve 30. letech podnik vedl Alexandre Stavisky, podvodník ve skandálu Bayonne Municipal Credit.
Poté na jednu sezónu (1936–1937) převzali vedení podniku bratři Amarové a nabídli hudební a cirkusová představení i varieté.
V březnu 1937 se podnik stal jedním z center pařížské operety. Hrály se zde La Belle de Cadix s Luisem Marianem, Plein feu s Maurice Chevalierem, Porgy a Bess od Gershwina, Žebrácká opera Brechta a Weila, Orfeus a Eurydika od Glucka a balety Rolanda Petita nebo Jorgeho Cuevase Bartholina.
Od roku 1937 se zde odehrálo pár her, bez většího úspěchu. Podnik byl za druhé světové války uzavřen. V roce 1946 bylo znovu otevřeno kino, v roce 1949 bylo přeměněno zpět na divadlo, kde se střídaly hry a operety.
Modernizovaná hala s prosklenou fasádou o 250 m2 byla znovu otevřena 5. února 1962. Ve dvou patrech pojala 1200 diváků a byla speciálně vybavena pro promítání filmů technikou cinerama na plátno 30x10 m. Podnik se nazýval Empire Cinérama – Théâtre Abel Gance.
V roce 1975 podnik pod názvem Théâtre de l'Empire koupila televizní a filmová produkční společnost Société française de production, takže se zde začaly natáčet i televizní přenosy. Dne 19. května 1976 se odtud vysílalo první losování národní loterie. Od roku 1977 po více než dvacet let sloužil hlavní sál o sobotách k natáčení mnoha pořadů jako byly Dimanche Martin a École des fans, nedělní show Jacquese Martina, ale také Mardi Cinéma Pierra Tchernia, Palmarès 80, Chorus, udělování Césarů nebo L'Académie des neuf. Studia Souplex a Violine, která se nacházela v přízemí, se používala pro další představení, jako Le Cercle de minuit.
V neděli 13. února 2005 krátce před sedmou hodinou ranní byla budova zničena silným výbuchem způsobeným vadnou bezpečnostní jednotkou ohřívače vody. Při neštěstí bylo sedm osob lehce zraněno.
Théâtre de l'Empire, které od roku 1999 patřilo francouzské skupině Altarea, vlastníkovi asi patnácti obchodních center ve Francii, včetně Bercy Village, bylo po katastrofě zbořeno. Na jeho místě byl postaven 5hvězdičkový hotel Renaissance Arc de Triomphe se skleněnou fasádou, kterou vytvořil architekt Christian de Portzamparc.